# ヤング・モダン
ヤング・モダン(Young Modern)は、2007年3月31日に発売されたシルヴァーチェアーのアルバム。なお日本版は未発売。

## 収録曲
※日本盤が発売されていない為、正式な邦題はない。
1. ヤング・モダン・ステーション - Young Modern Station
2. ストレート・ラインズ - Straight Lines
3. イフ・ユー・キープ・ルージング・スリープ - If You Keep Losing Sleep
4. リフレクションズ・オブ・ア・サウンド - Reflections Of A Sound
5. ドーズ・スィービング・バーズ(Part 1)/ストレンジ・ビヘビアー/ドーズ・スィービング・バーズ(Part 2) - Those Thieving Birds(Part 1)/Strainge Behavior/Those Thieving Birds(Part 2)
6. ザ･メン・ザット・ニュウ・トゥー・マッチ - The Men That Knew Too Much
7. ウェイティング・オール・デイ - Waiting All Day
8. マインド・リーダー - Mind Reader
9. ロー - Low
10. インソムニア - Insomnia
11. オール・アクロス・ザ・ワールド - All Across The World

## 評価
5年ぶりのアルバムとなったが、全豪アルバムチャートで4週連続1位となり、人気の健在振りを証明した。また、2007年末のARIAアワードではアルバム・オブ・ザ・イヤーを受賞。シルヴァーチェアーとしては全体で4つの賞を受賞した。

## その他
- 先行シングルの｢Straight Lines｣は全豪シングルチャートで1位を獲得。1997年の｢Freak｣以来、10年ぶり3作目のナンバーワンシングルとなった。
- ジャケットの絵は、抽象作家として有名なモンドリアンの作品をモチーフとしている。